# Leopoldo Alas

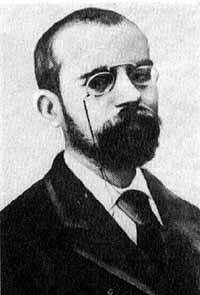
Leopoldo Alas (Clarín).

Leopoldo García-Alas y Ureña (pseudonym Clarín) född 25 april 1852 i Zamora, död 13 juni 1901 i Oviedo, var en spansk författare och litteraturkritiker.